# LL Pegasi
LL Pegasi (LL Peg) è una stella variabile di tipo Mira osservabile nella costellazione di Pegaso, distante approssimativamente tra 3420 (1050 pc) e 4240 anni luce (1300 pc) dal sistema solare.

## Osservazione

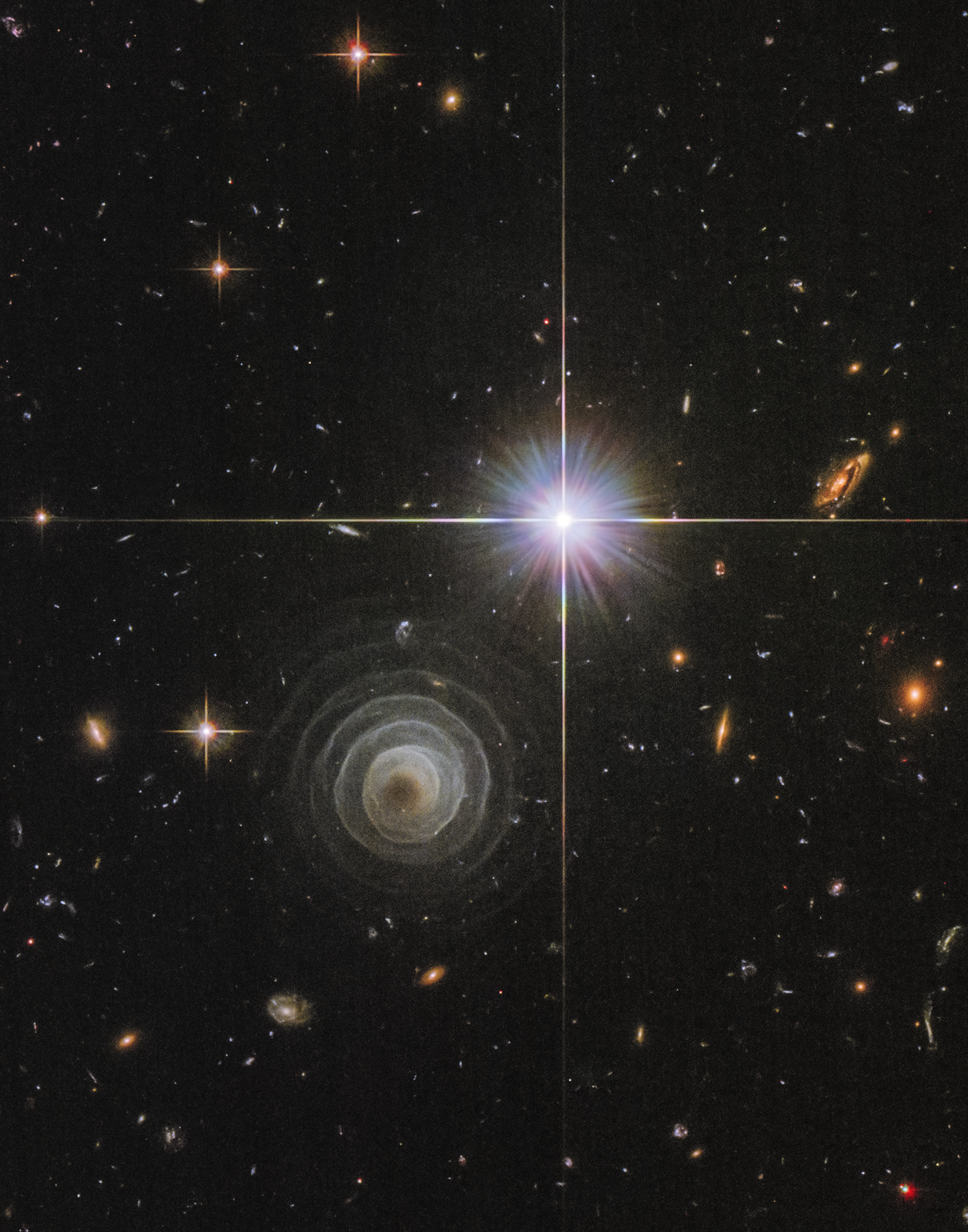
La nebulosa a forma di girandola che circonda LL Pegasi è visibile in questa immagine ottenuta dal telescopio spaziale Hubble. La stella GSC 01713-00903, brillante nell'immagine, ha magnitudine 12,21. È stata utilizzata per il puntamento del telescopio.

L'osservazione di LL Pegasi è estremamente difficile e richiede l'utilizzo dei più potenti strumenti esistenti. Nello spettro della luce visibile, la stella è oscurata dalla nebulosa protoplanetaria che la circonda. Nelle immagini ottenute dal telescopio spaziale Hubble, una stella della dodicesima magnitudine, a 27,72 arcosecondi da LL Peg, è utilizzata come riferimento per il puntamento del telescopio.
LL Pegasi è invece visibile nell'infrarosso. In particolare, presenta una forte variabilità nella luminosità nell'infrarosso (rilevata nella banda K) ed è classificata come una variabile Mira, con un periodo di 696 giorni.

## Sistema stellare
LL Pegasi è un sistema multiplo formato da due componenti. La principale è una stella al carbonio, appartenente al ramo asintotico delle giganti, che sta espellendo massa ad un tasso superiore a 10-4 M⊙ per anno.
La compagna, di cui non si conoscono le caratteristiche fisiche, le orbita attorno in circa 810 anni. Il moto del sistema è responsabile della forma spiraleggiante assunta dalla nebulosa, che si espande con una velocità di 14,7 km/s.